# Црно-бела љубав
Siyah beyaz aşk (срп. Црно-бела љубав) је турска љубавно-драмска и криминалистичка телевизијска серија са главним улогама које тумаче Ибрахим Челикол, Бирџе Акалај, Мухамет Узунер, Арзу Гамзе Килинч, Кадрије Кентер, Еџе Диздар и Дениз Џелилоглу. Емитовала се од 16. октобра 2017. до 28. маја 2018. године на телевизији Канал Д.

## Сезоне
| Сезона | Сезона | Број епизода (н) / (и) | Приказивање у Турској               |
| ------ | ------ | ---------------------- | ----------------------------------- |
|        | 1      | 32 (1 — 32)            | 16. октобар 2017 — 28. мај 2018. () |

## Улоге
| Глумац            | Улога         | Епизода |
| ----------------- | ------------- | ------- |
| Ибрахим Челикол   | Ферхат Аслан  | 1-      |
| Бирџе Акалај      | Асли Чинар    | 1-      |
| Мухамет Узунер    | Намик Емирхан | 1-      |
| Арзу Гамзе Килинч | Јетер Аслан   | 1-      |
| Кадрије Кентер    | Хандан Адакли | 1-      |
| Еџе Диздар        | Идил Јаман    | 1-      |
| Дениз Џелилоглу   | Јигит Аслан   | 1-      |
| Џахит Гок         | Џунејт Кочак  | 1-      |
| Угур Аслан        | Џем Чинар     | 1-      |
| Синем Унсал       | Гулсум Аслан  | 1-      |
| Озлем Динсел      | Вилдан Кочак  | 2-      |
| Тимур Олкебаш     | Абидин Адакли | 1-      |